# Pilat din Pont

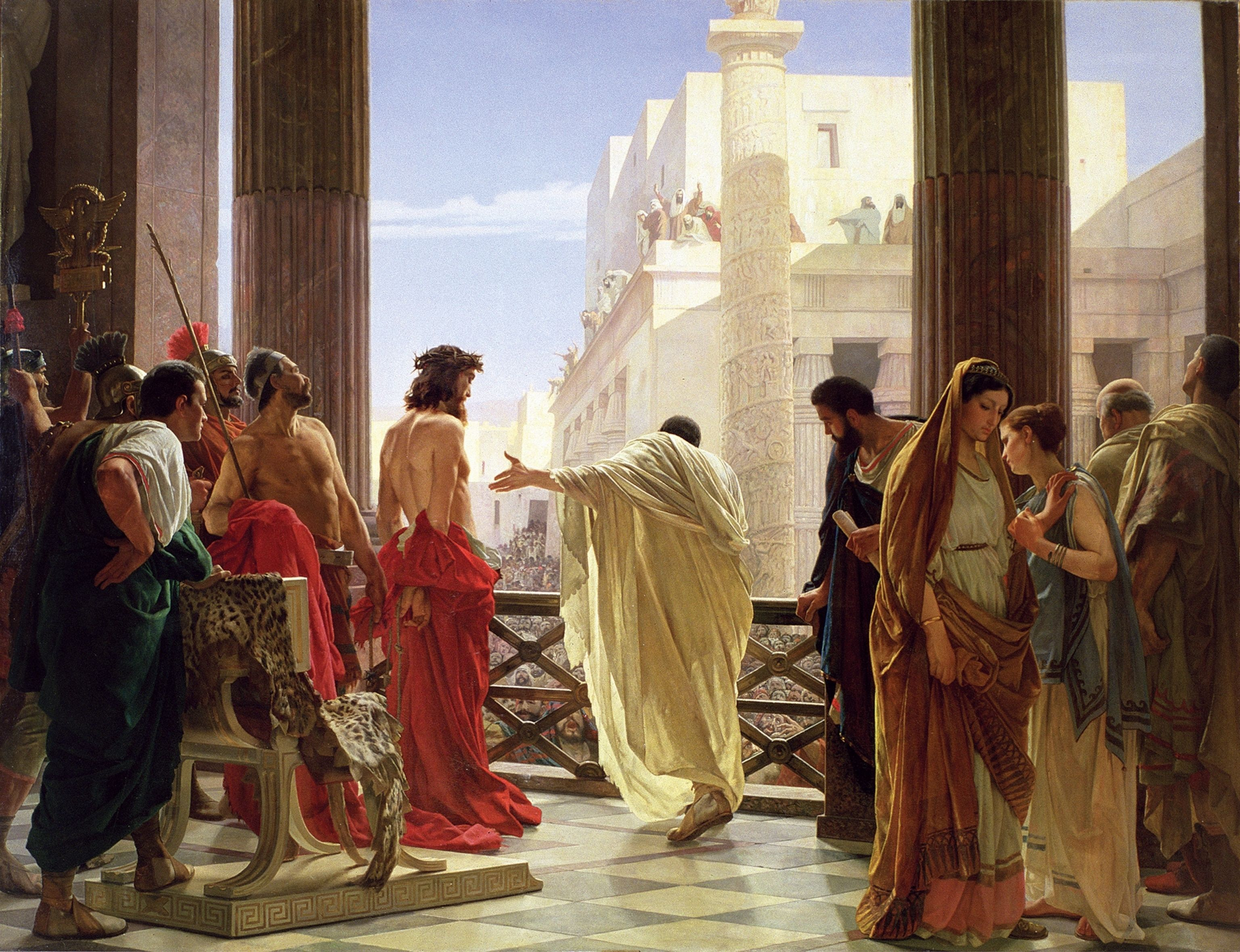
Ecce Homo („Iată, Omul!”). O pictură de Antonio Ciseri. În această imagine, Pilat îl prezintă pe Isus, biciuit și îmbrăcat cu o hlamidă, mulțimii, în dreapta lui Pilat fiind soția îndoliată a acestuia.

Ponțiu Pilat, numit în mod tradițional dar eronat în română Pilat din Pont (în latină Pontius Pilatus), a fost al cincilea guvernator roman) al provinciei Iudeea între anii 26 și 36, purtând titlul de  prefect, în vreme ce la Roma era împărat Tiberiu, fiu adoptiv (14-37) al lui Octavian (31 î.Hr. - 14 d.Hr.). 
În timp ce Pilat guverna Iudeea, Irod Antipa era tetrarh al Galileei și Pereei, Filip, fratele său, al Itureei și al Trahonitei, iar Lisanias al Abilenei (Luca 3:1).
Despre Ponțiu Pilat știm mai multe lucruri din relatările evanghelice ale procesului lui Isus, din scrierile lui Josephus și ale lui Filon. În toate izvoarele, Pilat apare ca un om crud, corupt, lipsit de sensibilitate și fără principii. Chiar de la începutul mandatului său, i-a ofensat pe iudei, introducând în Ierusalim stindardele care purtau chipul împăratului, lucru evitat de prefecții dinaintea lui. După 6 zile de proteste ale iudeilor care au sfidat amenințarea cu moartea, Pilat a cedat și a dispus să fie retrase toate însemnele imperiale din oraș. Mai târziu, nu a ezitat să folosească banii templului pentru construirea unui apeduct destinat îmbunătățirii aprovizionării cu apă a Ierusalimului. Mii de iudei au protestat împotriva acestui proiect, cu ocazia sosirii lui Pilat la Ierusalim la o sărbătoare. Pilat a ordonat intervenția armatei și mulți protestatari au fost uciși atunci. În general, se crede că această revoltă a fost provocată de galileenii menționați în Luca 13:1-2. Pilat a intrat în Evanghelie și în Crez ca cel ce a judecat și osândit la moarte pe Isus, deși „n-a găsit nici o vină în Omul Acesta” (Luca 23:4-11); el voia să-L elibereze pe Isus (Luca 23:20-21), „că știa că din răutate L-au dat (arhiereii și bătrânii poporului iudeu) în mâna lui” (Matei 27:17-18).
Deși nu i-a găsit nici o vină lui Isus, la strigătele mulțimii – „Răstignește-L, răstignește-L!”, ca să arate nevinovăția sa, „Pilat s-a spălat pe mâini înaintea mulțimii zicînd: „Nevinovat sunt de sângele Acestui Drept. Voi veți vedea.” Iar tot poporul a răspuns și a zis: „Sângele Lui asupra noastră și asupra copiilor noștri.” (Matei 27:24-25).
Pilat îl acuza pe Isus că s-ar fi numit împărat (Ioan 18:37). El se întrebase: „Ce este adevărul?”, dar îl eliberează totuși pe Baraba, tâlharul, iar pe Isus îl osândește să fie răstignit. După ce soldații l-au biciuit și i-au împletit coroana de spini, punîndu-i-o pe cap și îmbrăcându-l cu hlamidă, l-au pălmuit, l-au scuipat și l-au batjocorit. Atunci Pilat, ieșind afară, și-a afirmat din nou nevinovăția, zicînd: „Iată, vi-L aduc pe El afară, ca să știu că nu găsesc în El nici o vină ...”. Și apoi, a exclamat: „Iată Omul!” (Ioan 19:4-5). De teamă, l-a predat să fie răstignit, după ce căpeteniile poporului au spus că după legea lor e vinovat de moarte, căci, dacă nu-l condamnă, Pilat va fi împotriva Cezarului.
Pilat și-a pierdut postul în anul 36, fiind acuzat de uciderea mai multor samariteni, care s-au adunat pe Muntele Garizim la chemarea unui alt Mesia.
Filon spune despre el că: „Pilat era crud și nu se dădea înapoi de la nimic. Sub guvernarea lui, nimic nu se putea obține în Iudeea fără corupție; peste tot domnea orgoliul, aroganța și insolența; țara era jefuită, oprimată și insultată în tot felul; oamenii erau trimiși la moarte, fără a fi judecați mai înainte; cruzimea implacabilă a tiranului nu ceda niciodată.”

## Adorare religioasă
Biserica Ortodoxă Etiopiană Tewahedo a recunoscut că Pilat a fost un sfânt în baza Faptelor lui Pilat, la fel cu soția lui, Claudia Procula, al cărei vis straniu despre Isus din Nazaret ar fi făcut-o să încerce să împiedice crucificarea acestuia.

## Vezi și
- Pilat din Pont (film)